# Nitrofurantoina
La nitrofurantoina è un farmaco antibatterico della classe dei nitrofurani principalmente impiegato contro le infezioni urinarie. Si tratta di un chemioterapico ad azione antibiotica battericida o batteriostatica, a seconda della dose somministrata.

## Meccanismo d'azione
La nitrofurantoina inibisce le funzioni del DNA e dell'RNA attraverso un meccanismo non del tutto chiarito, sebbene si ipotizzi che la bioriduzione del nitrogruppo sia una parte essenziale nel meccanismo d'azione. Gli acidi nucleici, specialmente tRNA, sono i target primari nella mutagenesi e carcinogenesi indotta dai nitrofurani; inoltre bloccano la sintesi dell'Acetil-CoA a partire dal piruvato, nei batteri.

## Controindicazioni
Controindicato in soggetti con insufficienza renale, da evitare in bambini piccoli (meno di 3 mesi) e soggetti affetti da carenza di G6PD (favismo).

## Dosaggi
- Infezioni, 50 mg ogni 6 ore;
- Infezioni non complicate delle vie urinarie, 100 mg ogni 12 ore per 5 giorni;
- Infezioni gravi e croniche, 100 mg ogni 6 ore a stomaco pieno.

## Effetti indesiderati
Fra gli effetti collaterali più frequenti si riscontrano anoressia, vomito, nausea, diarrea, fibrosi polmonare, ittero, artralgie. Essi possono essere limitati in parte rallentando la velocità di assorbimento del farmaco includendolo in particelle rivestite di cera (Macrodantin).